# Cycas pruinosa
Cycas pruinosa Maconochie, 1978 è una pianta appartenente alla famiglia delle Cycadaceae, endemica dell'Australia.

## Descrizione
È una cicade con fusto arborescente, alto sino a 1.5(-2.5) m e con diametro di 15-25(-35) cm.
Le foglie, pennate, lunghe 60-125 cm, sono disposte a corona all'apice del fusto e sono rette da un picciolo lungo 8-23 cm; ogni foglia è composta da 130-320 paia di foglioline lanceolate, con margine revoluto, lunghe mediamente 11-17 cm, di colore verde chiaro o blu, inserite sul rachide con un angolo di 40-60°.
È una specie dioica con esemplari maschili che presentano microsporofilli disposti a formare strobili terminali di forma fusoidali, lunghi 35-45 cm e larghi 5-7 cm ed esemplari femminili con macrosporofilli che si trovano in gran numero nella parte sommitale del fusto, con l'aspetto di foglie pennate che racchiudono gli ovuli, in numero di 2-6.  
I semi sono grossolanamente ovoidali, lunghi 32-36 mm, ricoperti da un tegumento di colore arancio-marrone.

## Distribuzione e habitat
È diffusa nel Kimberley meridionale e orientale dell'Australia Occidentale.

Prospera su aridi terreni sabbiosi aventi substrati silicei.

## Conservazione
La IUCN Red List classifica C. pruinosa come specie a rischio minimo (Least Concern).

La specie è inserita nella Appendice II della Convention on International Trade of Endangered Species (CITES)